# Rizókastro
 (signalé en mai 2025).
Si vous disposez d'ouvrages ou d'articles de référence ou si vous connaissez des sites web de qualité traitant du thème abordé ici, merci de compléter l'article en donnant les références utiles à sa vérifiabilité et en les liant à la section « Notes et références ».
- Archive Wikiwix
- Bing
- Cairn
- DuckDuckGo
- E. Universalis
- Gallica
- Google
- G. Books
- G. News
- G. Scholar
- Persée
- Qwant
- (zh) Baidu
- (ru) Yandex
- (wd) trouver des œuvres sur Wikidata

Rizókastro, en grec moderne : Ριζόκαστρο, est le nom donné au mur de la fortification médiévale d'Athènes, dont une partie subsiste sur le côté nord de l'acropole. La zone adjacente, qui fait partie du quartier d'Aérides, porte souvent le même nom. 
Une nouvelle partie du mur a récemment été excavée. Le quartier est ainsi nommé parce qu'il se trouve à la racine (en grec moderne : ρίζα / ríza) du château (κάστρο / kástro) plutôt qu'à son extrémité. Il semble que, dans l'Antiquité, il ait été le refuge des Athéniens contre la menace de divers dangers. À l'époque byzantine, le château a été comblé, réparé et transformé en une fortification suffisamment solide pour résister aux sièges.